# Quaraí (rijeka)
Quaraí ili Cuareim (por. Rio Quaraí, špa. Río Cuareim) je rijeka u Urugvaju. Teče uz granicu s Brazilom te je predmet dugogodšnjeg spora Brazila i Urugvaja oko određivanja točne granice na rijeci.
Ukupna duljina rijeke od izvora do ušća u rijeku Urugvaj iznosi 351 kilometar. Jedna je od najdužih urugvajskih rijeka. Pripada slijevu Atlantskog oceana.
Rijeka ima 20 pritoka, od kojih su najduži Arroyo Cuaró Grande (83 km), Arroyo Catalán (65 km) i Arroyo Tres Cruces Grande (46 km).